# Bernard Voorzichtig
Bernard Voorzichtig is een Nederlandse stripreeks bedacht door Martin Lodewijk en getekend door Daan Jippes.
Het eerste en enige verhaal kreeg de titel Twee voor thee en dateert uit 1972. De totstandkoming van het verhaal nam ruim drie jaar in beslag. Het wordt beschouwd als een Nederlandse stripklassieker.

## Inhoud

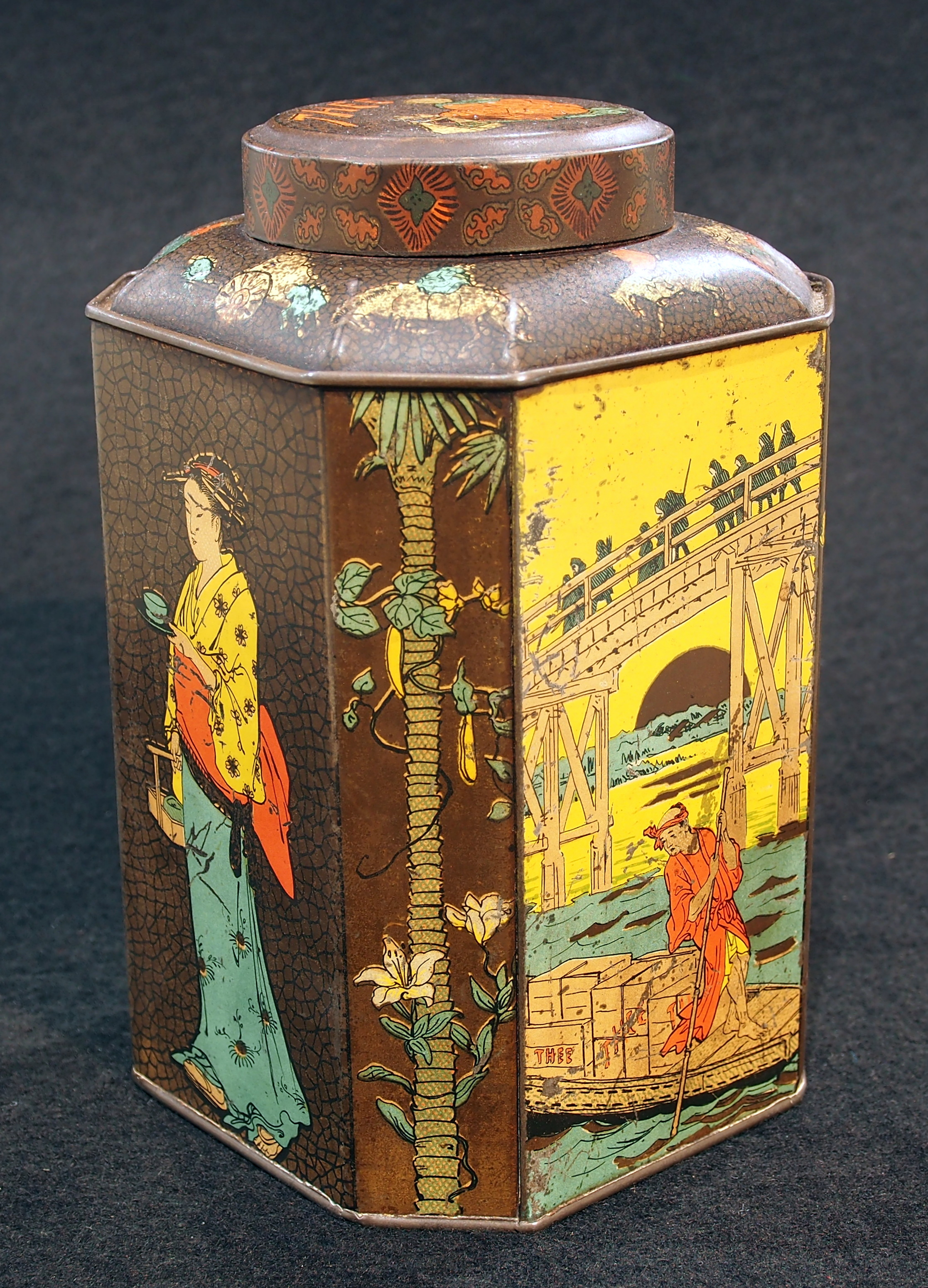
Een Hollandse theebus van circa 1900.

De reeks speelt aan het eind van de negentiende eeuw. De Hollandse familie Voorzichtig is rijk geworden door de handel in thee. Opa Voorzichtig wijst op zijn sterfbed zijn kleinzoon Bernard aan als erfgenaam en opvolger van het familiebedrijf. Bernard is echter een nietsnut, die eigenlijk niets anders wil doen dan tennis spelen. Voordat hij zijn erfenis mag aanvaarden, moet hij bewijzen uit het goede hout te zijn gesneden en wordt naar de Indische provincie Assam gestuurd om een mysterieus probleem aangaande theevervalsing te onderzoeken. Hij gaat op reis met zijn butler, de Friese neger Siebe, maar wordt dwarsgezeten door Neef Andries en diens handlanger Alfried Überalles.

## Publicatiegeschiedenis
Als Jippes in 1968 het korte verhaal Spoedbestelling Mexico (op scenario van Willy Lohmann) publiceert in Pep nr. 41, wil Lodewijk graag met hem een scenario uitwerken. Het gaat om de avonturen van Bernard Voorzichtig. Het scenario is geïnspireerd op de in de jaren zestig van de 20e eeuw populaire televisieserie The Forsyte Saga. De naam Voorzichtig is een zogenaamd grappige 'vertaling' van Forsyte. 
In de zomer van 1969 begint Jippes met de uitwerking van het verhaal, dat uiteindelijk drie jaar - inclusief onderbrekingen - in beslag neemt. Dat het zo lang duurt hangt samen met het perfectionisme van Jippes, maar ook met het feit dat Lodewijk niet altijd even snel met de nieuwe pagina's komt.
Lodewijk levert in het begin de paginalay-out aan en soms daarin wat schetsen; Jippes houdt zich wel altijd aan het eerste maar niet altijd aan het tweede. De uitgewerkte dialogen heeft Lodewijk pas ingevuld nadat de pagina's getekend zijn. Door deze werkwijze is er in de eerste druk een fout geslopen: de naam van het schip waarin de hoofdpersonen vertrekken, de Grizelda, krijgt halverwege het verhaal een andere naam.
Voor Jippes is het verhaal een creatieve ontdekkingstocht met nadruk op de vormgeving en de emoties van de personages. Hij laat zich afwisselend inspireren door verscheidene tekenaars, voor de eerste twintig pagina's zijn dat Morris en André Franquin. Bij pagina 20 twijfelt Jippes aan zijn werk en legt het werk stil bij pagina 22. Hij wil zich losmaken van zijn frustraties en een andere stijl gaan verkennen, die hij vindt bij het Weekblad Donald Duck. In mei 1970 bewerkt hij een Amerikaans verhaal over Dombo, dan een coverillustratie en vervolgens zijn eerste eigen Disney-strip: een Mickey Mouse-verhaaltje getiteld Kraaienliefde. Jippes laat zich hierbij sterk inspireren door de Amerikaanse tekenaar Floyd Gottfredson. Hij pakt vervolgens - een half jaar later - het werk aan Bernard Voorzichtig weer op, echter dan in de stijl van Gottfredson, al onderkent hij ook invloeden van Albert Uderzo en Milton Caniff (van Terry and the pirates) op zijn werk. Zo zijn de ogen van de belangrijkste figuren niet langer kraaltjes, maar hebben ze nu ook oogwit. Deze stijlbreuk wordt niet door iedereen gewaardeerd. Ook zorgt deze nieuwe stijl ervoor dat Jippes de eerste vier pagina's van de tweede helft over moet doen.
Het verhaal Twee voor thee wordt in 1972 gepubliceerd in Pep en sluit goed aan bij de geest van vernieuwing die het blad probeert uit te stralen. Het verhaal begint in nummer 33 met vier pagina's per week. Het verhaal telt 44 platen en loopt tot en met nummer 52 in 1972.

## Vervolg
De reeks Bernard Voorzichtig wordt opgezet met het idee er een langere reeks van te maken. Er zijn serieuze vervolgplannen, die echter door verschillende factoren niet worden uitgevoerd. Jippes heeft geleerd dat het maken van lange verhalen hem niet ligt. De Pep-lezers beoordelen het verhaal Twee voor thee met een braaf zeventje en de albumverkoop valt tegen. Het script voor het tweede verhaal, dat Twee voor Tibet zal gaan heten, verliest Lodewijk in een Britse telefooncel en zonder zijn aantekeningen weet hij het verhaal niet te reproduceren. Jippes herinnert zich het iets anders, namelijk dat Lodewijk en hij het tweede verhaal in de kroeg maakten en wegens tijdsgebrek ermee ophielden; Lodewijk zou het thuis afmaken. Toen Jippes na een aantal dagen niks meer hoorde, is hij met andere dingen doorgegaan.
In de jaren tachtig van de 20e eeuw heeft Lodewijk geprobeerd een nieuw verhaal te maken van Bernard Voorzichtig, omdat daar vraag naar is uit Scandinavië. Dit zou een samenwerking worden met de tekenaar Rob Phielix, maar Lodewijk slaagt er niet in de juiste toon te treffen en het project is gestrand.

## Waardering
Door vrijwel elke Nederlandse striptekenaar wordt Twee voor thee als een meesterwerk beschouwd, een voorbeeld voor elke potentiële stripmaker. Het verhaal maakt bij het verschijnen niet alleen grote indruk op de lezers, maar ook bij collega-tekenaars. Het is dan ook de doorbraak van Daan Jippes bij het lezerspubliek. Ger Apeldoorn schrijft in zijn boek De jaren Pep dat het stripverhaal virtuoos getekend en is en ook nog eens uitnodigt tot lezen dankzij het geweldige verhaal dat Lodewijk geschreven heeft.

## Albums
Van het verhaal Twee voor thee zijn drie Nederlandse drukken in albumvorm gemaakt, elk met zijn eigen covertekening. De eerste druk dateert uit 1973, de tweede uit 1981 en de derde druk uit 2001.
| Jaar | Reeks / nr.           | Uitgever    |
| ---- | --------------------- | ----------- |
| 1973 | Oberon Gekleurd nr. 6 | Oberon      |
| 1981 | Auteur reeks nr. 7    | Oberon      |
| 2001 |                       | Big Balloon |

Het stripverhaal is ook vertaald. In het Frans komt in 1982 het album uit als Les adventures de Bernard Prudence - Tea for two. In 1977 komt Te for to op de Deense markt uit. In 1998 wordt in Zweden Te för två uitgebracht.